# Josep Tudó i Miguel
Josep Tudó i Miguel (Santa Coloma de Queralt, 27 d’agost de 1779 – Barcelona, 21 de gener de 1838) va ser un comerciant català, promotor de la creació del municipi de Móra La Nova.
Es desconeixen dades sobre la infantesa i joventut de Josep. Fill de casa pagesa, consta que viu a Cardona el 2 de juliol de 1805, treballant en la companyia Cortadelles. Aquell mateix estiu es desplaça a Masos de Mora -antic nom de Móra La Nova-per administrar els interessos de l'empresa. A la població riberenca té almenys cinc fills. Durant la Guerra del Francès és empresonat en més d’una ocasió a Tortosa.
El 27 de maig de 1815 és ratificat com a administrador als Masos de la companyia Cortadelles i comença a participar-hi amb un 20% del capital. A finals d’any, juntament amb el també comerciant Ramon Castellà, envia un memorial a Ferran VII, per tal que la població es convertís en un nou municipi. Tot i que la sol·licita es realitza en nom de tots els veïns dels Masos, Tudó assumeix les despeses de les gestions.
Entre 1815 i 1819 obté l’administració dels arrendaments pertanyents a l’Ordre de Sant Joan: Miravet, Ginestar, Rasquera, Villalba, Fatarella, Riba-roja, Benissanet, Gandesa i la Pobla de Massaluca, que se sumen als que Cortadelles tenia en municipis pròxims a Móra d’Ebre. En moltes d’aquestes poblacions, la companyia topa amb la negativa dels seus habitants de pagar tributs seculars.
Durant el Trienni Liberal, Tudó s'implica decididament a favor dels lliberals. Constà com a milicià voluntari fins al juliol de 1822, quan el progrés de les tropes reialistes l’obliguen a refugiar-se a Reus i saquegen les seves propietats.
Tudó viu a Reus entre 1822 i 1830. Durant aquest període, la seva situació ha empitjorat ostensiblement. Segons consta en un document de 14 de febrer de 1827, deu un mínim de 3.000 lliures als socis majoritaris de la companyia Cortadelles. Si no els els retorna en un període de sis anys, es compromet en l'esmentat document, els atorgarà les propietats que havia adquirit de l’Orde de Sant Joan.
En un moment indeterminat de 1830, Tudó retorna als Masos de Móra. Des de l’abril de 1830, la població ha obtingut la independència de Móra d’Ebre i s'ha començat a anomenar Móra La Nova. En agraïment al lideratge que Tudó havia tingut en el procés d’emancipació, el primer consistori del municipi el nomena secretari. L'estiu de 1831, arran d’una denúncia de l’Ajuntament de Móra d’Ebre, el Capità General de Catalunya revoca aquest nomenament.
Vers 1835 mort la dona de Tudó i ell se’n va a viure a Barcelona, on probablement morirà el 1841.

## Descendència
Josep Tudó i Miguel és l'avi del pintor Josep Nin i Tudó i de l'escriptor Joaquim Nin i Tudó. També és el besavi del compositor Joaquim Nin i Castellanos i rebesavi de l'escriptora Anaïs Nin.